# Vytautas Bučas
Vytautas Bučas (* 1968) ist ein litauischer Unternehmer, Finanzmanager und einer der Großaktionäre der litauischen Investment- und Private Equity-Gesellschaft Invalda.

## Leben
In der Sowjetzeit absolvierte Bučas das Diplomstudium der Wirtschaftswissenschaften an der Universität Vilnius. Von 2006 bis 2013 war er Berater und Vorstandsmitglied, seit 2007 Vorstandsvorsitzende der AB „INVALDA“. 2006–2007 war er Direktor von AB „Invaldos nekilnojamojo turto fondas“. Von 2000 bis 2006 war er Vizepräsident und Vorstandsmitglied der Bank AB 'SEB bankas".
Von 1992 bis 2000 arbeitete er als Assistent und danach als Wirtschaftsprüfer bei „Arthur Andersen“.
Er ist Vorstandsmitglied bei UAB „Litagra“ und Vorstandsvorsitzende von AB „Vilniaus baldai“, AB „Invaldos nekilnojamojo turto fondas“ und AB „Invalda privatus kapitalas“.
Er war einer der Großaktionäre der "Invalda" (Vytautas Bučas hatte 13,07 % Aktien).
Seit 2002 ist er Mitglied der Association of Chartered Certified Accountants.